# Diocesi di Ascalona

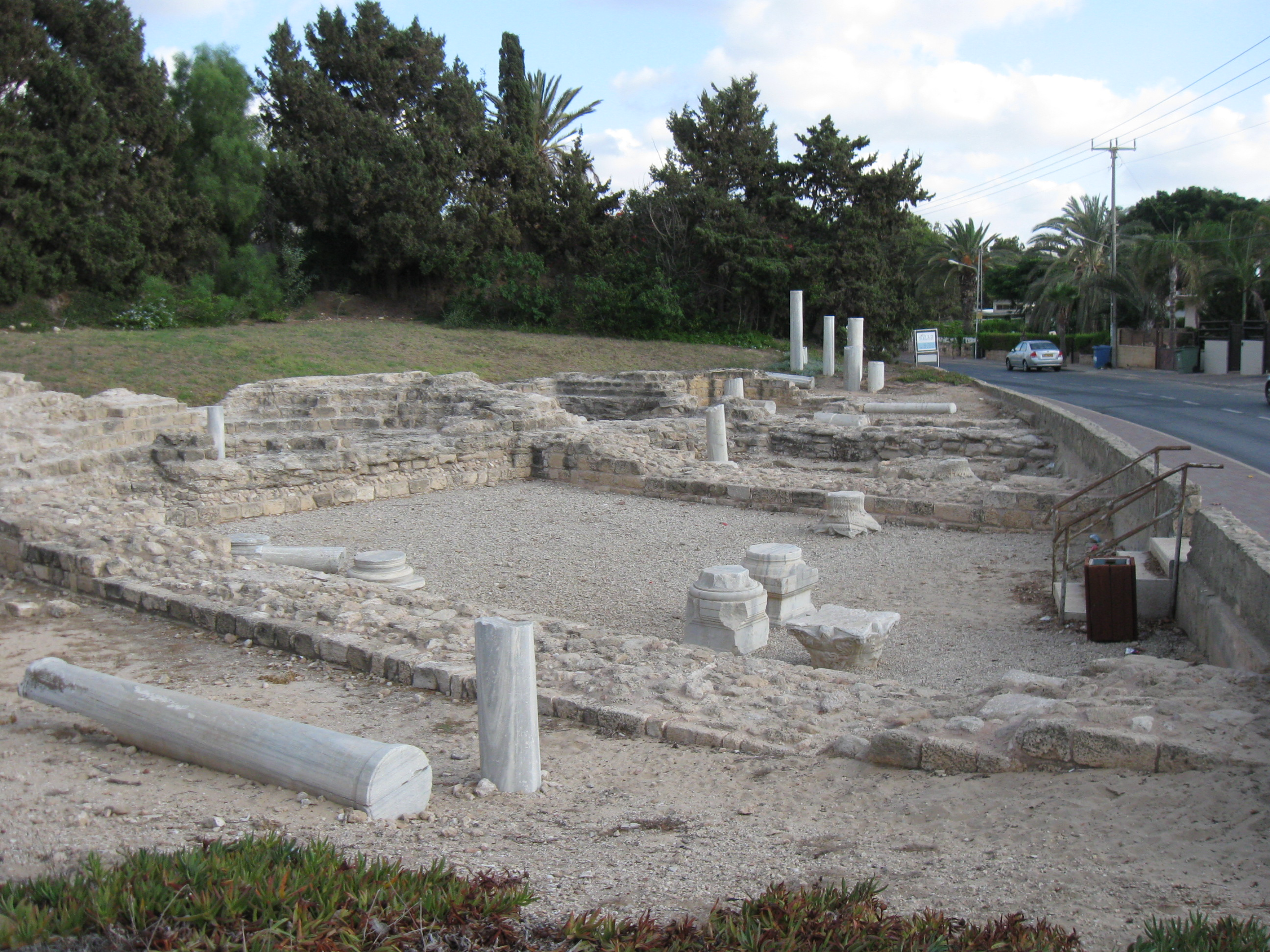
Resti di una chiesa bizantina ad Ascalona del IV secolo.

La diocesi di Ascalona (in latino Dioecesis Ascalonitana), riportata nell'Annuario pontificio come diocesi di Ascalone,  è una sede soppressa del patriarcato di Gerusalemme e una sede titolare della Chiesa cattolica.

## Storia
Ascalona, moderna città israeliana corrispondente all'antica Ashkelon, è un'antica sede vescovile della provincia romana della Palestina Prima nella diocesi civile d'Oriente. Faceva parte del patriarcato di Gerusalemme ed era suffraganea dell'arcidiocesi di Cesarea.
Diversi sono i vescovi noti di quest'antica diocesi palestinese. Il primo è Longino, destinatario di una lettera del patriarca Alessandro di Alessandria (313-328) contro l'arianesimo; lo stesso vescovo fu presente al concilio di Nicea del 325. Aussenzio fu tra i padri del concilio di Costantinopoli del 381, mentre Giovino fu presente al sinodo di Diospoli (Lidda) del 415, dove furono condannati gli errori di Pelagio. Leonzio prese parte al concilio di Efeso del 449 e a quello di Calcedonia del 451. Un'iscrizione, datata 497, riporta il nome del vescovo Atanasio. Seguono il vescovo Antonio, presente al sinodo patriarcale di Gerusalemme del 518, contro Severo di Antiochia e il partito monofisita, e Dionisio, presente a quello del 536 contro Antimo di Costantinopoli.
Dopo la conquista persiana della Palestina (614) e poi di quella araba, sono noti altri due vescovi, segno della continuità della comunità cristiana: Narses (Narsete), menzionato da san Sofronio; e un anonimo vescovo, che fuggì quando i mussulmani bruciarono la chiesa cristiana tra il 930 e il 940.
Nel Medioevo la città fu occupata dal 1154 al 1270 dai Crociati, che vi costruirono due grandi chiese, ora distrutte, dedicate alla Vergine Maria e a San Giovanni. Quando la città fu occupata dagli occidentali, fu nominato un vescovo, Absalon, canonico del Santo Sepolcro di Gerusalemme. Questa nomina suscitò l'opposizione del vescovo Gérard di Betlemme, che riteneva il territorio di Ascalona appartenere alla sua giurisdizione, rivendicazioni che furono accolte. Non è noto nessun altro vescovo latino di questa sede.
Dal XV secolo Ascalona è annoverata tra le sedi vescovili titolari della Chiesa cattolica con il nome di Ascalone; la sede è vacante dal 21 giugno 1966.

## Cronotassi

### Vescovi residenti
- Longino † (prima del 315 circa - dopo il 325)
- Aussenzio † (menzionato nel 381)
- Giovino † (menzionato nel 415)
- Leonzio † (prima del 449 - dopo il 451)
- Atanasio † (menzionato nel 497)
- Antonio † (prima del 506/507 - dopo il 531)[8]
- Dionisio † (menzionato nel 536)
- Narses † (dopo il 614)
- Anonimo † (menzionato nel 930/940)

### Vescovi titolari
- Donato † (1327 - ?)
- Alessio † (1375 - ?)
- Ermanno † (? deceduto)
- Matthäus von Frankenberg, O.E.S.A. † (26 aprile 1391 - ca. 1410)[9]
- Wilhelm † (1410 - ?)
- Jacobus Flucke, O.P. † (17 dicembre 1455 - ?)
- Bertrandus Albergerii (Brolard) † (24 settembre 1481 - ?)
- Bernardino de Vacchis di Saluzzo † (27 novembre 1489 - ?)
- Kaspar Grünwald, O.P. † (7 novembre 1498 - 31 ottobre 1512 deceduto)
- Rodolfo Heylesdon † (1503 - ?)[10][11]
- Paul Huthen † (19 gennaio 1509 - 28 aprile 1532 deceduto)[12]
- Johann Spyser † (24 gennaio 1518 - 31 luglio 1518 dimesso)
- Pietro de Albo † (23 luglio 1518 - dopo il 1527)[13]
- Melchior Fattlin † (5 novembre 1518 - 25 ottobre 1548 deceduto)
- János Toldy † (19 giugno 1525 - ?)[14][15]
- William Duffy, O.F.M. † (10 luglio 1531 - ?)[16]
- Maternus Pistor † (19 gennaio 1534 - 5 settembre 1534 deceduto)[12]
- Jakob Eliner † (19 gennaio 1551 - 14 aprile 1574 deceduto)
- Wolfgang Westermeyer † (5 ottobre 1551 - 31 maggio 1568 deceduto)[12]
- Pedro de Coderos † (10 febbraio 1570 - 20 febbraio 1570)[17]
- Balthasar Wurer † (28 luglio 1574 - 9 febbraio 1606 deceduto)
- Nikolaus Elgard † (3 giugno 1577 - 11 agosto 1587 deceduto)[12]
- Valentin Mohr, O.S.B. † (31 luglio 1606 - 21 ottobre 1608 deceduto)[12]
- Cornelius Gobelius † (14 dicembre 1609 - 7 giugno 1611 deceduto)[12]
- Christoph Weber † (8 febbraio 1615 - 21 maggio 1633 deceduto)[12]
- Jerónimo González † (26 ottobre 1622 - ?)
- Heinrich Wolter von Streversdorf †, O.E.S.A. (1º ottobre 1634 - 7 maggio 1674 deceduto)[12][18]
- Francisco Garcia Mendes, S.I. † (23 giugno 1636 - 2 dicembre 1641 succeduto arcivescovo di Cranganore)
- François Deydier, M.E.P. † (27 novembre 1679 - 1º luglio 1693 deceduto)
- Álvaro Benavente, O.S.A. † (20 ottobre 1696 - 20 marzo 1709 deceduto)[19]
- Dominique Marie Varlet † (17 settembre 1718 - 20 febbraio 1719 succeduto vescovo di Baghdad)
- Gioacchino Maria Pontalti, O.Carm. † (13 aprile 1767 - 19 luglio 1772 deceduto)
- Franz Karl Maria Cajetan von Firmian † (20 dicembre 1773 - 17 agosto 1776 deceduto)
- Jean-Marie Cuchot d'Herbain † (30 marzo 1778 - 31 ottobre 1801 deceduto)
- Pasquale Giusti † (2 ottobre 1826 - 1848 deceduto)[20]
- Ignazio de Bisogno † (28 settembre 1849 - 1865 deceduto)
- Johann Gabriel Léon Louis Meurin, S.I. † (4 giugno 1867 - 15 settembre 1887 nominato arcivescovo titolare di Nisibi)
- Domenico Maria Valensise † (1º giugno 1888 - 7 marzo 1891 succeduto vescovo di Nicastro)
- Francis Edward Joseph Mostyn † (4 luglio 1895 - 14 maggio 1898 nominato vescovo di Menevia)
  - Alejandro Cañál, O.P. † (28 ottobre 1898 - 23 novembre 1898 deceduto) (vescovo eletto)
- Luigi Finoja † (19 settembre 1899 - 2 giugno 1900 succeduto vescovo di Catanzaro)
- Giovanni Régine † (9 giugno 1902 - 4 ottobre 1902 nominato vescovo di Nicastro)
- Isidoro Badía y Sarradel † (26 gennaio 1903 - 27 giugno 1917 nominato vescovo di Tarazona)
- Wojciech Stanisław Owczarek † (29 luglio 1918 - 30 settembre 1938 deceduto)
- Paul Mazé, SS.CC. † (8 novembre 1938 - 21 giugno 1966 nominato arcivescovo di Papeete)